# The Cornhill Magazine
The Cornhill Magazine fue una prestigiosa revista literaria mensual británica de la época victoriana, que debió su nombre a una calle de Londres.
The Cornhill Magazine fue fundada por George Murray Smith en 1860 y publicada hasta 1975. Era una revista literaria con una selección de artículos sobre diferentes temas y que publicaba novelas originales por entregas. La revista tuvo mucho éxito, siendo la más vendida en su género. Smith aspiraba a conquistar un sector del público lector que seguía a All the Year Round, una publicación similar propiedad de Charles Dickens. Para ello empleó como editor a William Thackeray, el gran rival literario de Dickens en aquel entonces.
La revista fue extraordinariamente exitosa, vendiendo mayor cantidad de ejemplares que la que cualquier otra publicación podía aspirar, pero a los pocos años su circulación disminuyó rápidamente. También logró una sólida reputación por su contenido neutro e inofensivo, apropiado para la época victoriana. 
Una demostración de la alta consideración que mereció la revista, fue su publicación de Leaves from the Journal of our Life in the Highlands por la reina Victoria. 
Las historias solían contener ilustraciones, entre ellas trabajos de los más connotados artistas de la época, como George du Maurier, Edwin Landseer, Frederic Leighton y John Everett Millais. Algunos de sus posteriores editores fueron G. H. Lewes, Leslie Stephen, Ronald Gorell Barnes, James Payn, Peter Quennell y Leonard Huxley.

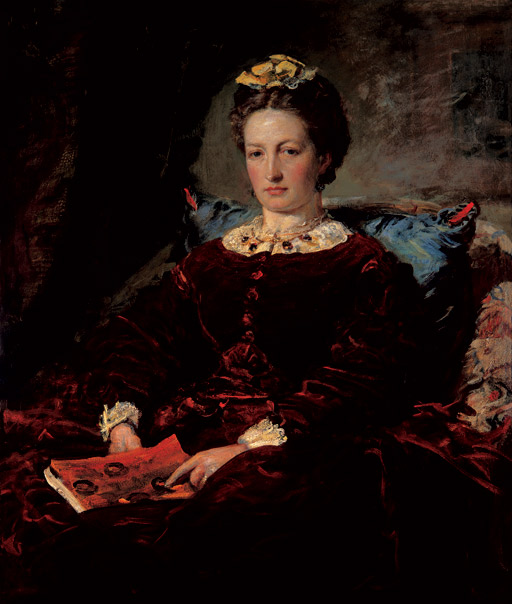
Effie Gray, esposa del pintor John Everett Millais, sosteniendo un ejemplar de The Cornhill Magazine.

Algunas de las novelas importantes publicadas por entregas en Cornhill fueron:
- Framley Parsonage, por Anthony Trollope
- Wives and Daughters, por Elizabeth Gaskell
- The White Company y J. Habakuk Jephson's Statement, por Arthur Conan Doyle
- The Ring and the Book, por Robert Browning
- Tithonus, por Alfred Tennyson
- Washington Square, por Henry James
- Romola, por George Eliot
- El viudo Lovel y Las aventuras de Philip, por William Makepeace Thackeray
- Far from the Madding Crowd, (Lejos del mundanal ruido) por Thomas Hardy
- Unto This Last, por John Ruskin
- Armadale, por Wilkie Collins
- Emma, (fragmento póstumo) por Charlotte Bronte

## Enlaces externos

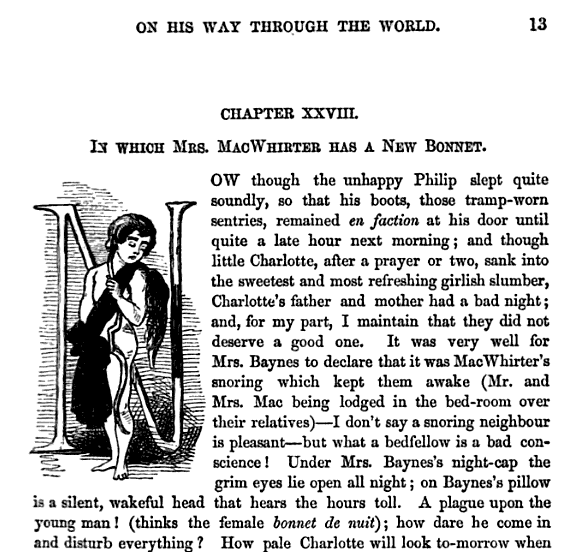
Detalle de la edición de enero de 1862.